# شهرستان دگه
شهرستان دگه (به لاتین: Dêgê County) یک منطقهٔ مسکونی در چین است که در ولایت خودمختار گارزئی تبتی واقع شده‌است.